# Habronattus divaricatus
Habronattus divaricatus är en spindelart som först beskrevs av Banks 1898.  Habronattus divaricatus ingår i släktet Habronattus och familjen hoppspindlar. Inga underarter finns listade i Catalogue of Life.